# 시키 도지
시키 도지(일본어: 四季童子, 8월 3일 ~ )은 일본의 삽화가이다. 여성. 아이치현에 거주.
《풀메탈 패닉!》,《세븐 포트레스》,《몬스터 컬렉션》등 삽화를 맡은 것으로 알려져 있다.
또한, TRPG 잡지 《게이머즈 필드》의 표지를 맡기도 했다. 이전에는 《RPG 매거진》에서 삽화를 맡았다. (룬 퀘스트 등)
《이 라이트 노벨이 대단해! 2008》에서 여성 삽화 부문 순위 4위에 등극했다.